# رحمت‌آباد (خوانسار)
 روستای کهن و گردشگری رحمت‌آباد (خوانسار)پایتخت انگور،شیره انگور و گیاهان دارویی غرب کشور، روستایی از توابع بخش مرکزی شهرستان خوانسار در استان اصفهان ایران است.

## جمعیت
این روستا در دهستان کوهسار قرار دارد و براساس سرشماری مرکز آمار ایران در سال ۱۳۸۵، جمعیت آن ۸۱۷ نفر (۳۰۴خانوار) بوده‌است.